# Остани с мен
„Остани с мен“ (на хинди: साथ निभाना साथिया, Saath Nibhaana Saathiya) е индийски телевизионен сериал, продуцирана от Rashmi Sharma Telefilms Limited. Премиерата се състои на 3 май 2010 г. по Star Plus и приключва на 23 юли 2017 г., като завършва с 2184 епизода. Това е осмият най-дълъг индийски телевизионен сериал, базиран на броя епизоди. В България сериалът се излъчва по Нова телевизия, като започва на 9 октомври 2017 г. и приключва на 25 февруари 2021 г.. Сериалът е възобновен на 19 октомври 2020 г.по Star Plus и приключва на 16 юли 2022 г в Индия. През 2019 г. сериалът започва повторно излъчване по Diema Family всяка събота и неделя като дублажът е на Нова телевизия.

## Излъчване в Индия
| Сезон | Сезон | Епизоди | Излъчване        | Излъчване       | ТВ канал  |
| Сезон | Сезон | Епизоди | Първи епизод     | Последен епизод | ТВ канал  |
| ----- | ----- | ------- | ---------------- | --------------- | --------- |
|       | 1     | 2184    | 3 май 2010       | 23 юли 2017     | Star Plus |
|       | 2     | 550     | 19 октомври 2020 | 16 юли 2022 г.  | Star Plus |

## Излъчване в България
| Сезон | Сезон | Епизоди | Начало на сезона   | Край на сезона      | Всички епизоди | ТВ сезон       | ТВ канал |
| ----- | ----- | ------- | ------------------ | ------------------- | -------------- | -------------- | -------- |
|       | 1/1   | 448     | 9 октомври 2017 г. | 29 юли 2019 г.      | 1 – 448        | 2017 – 2019 г. | Нова ТВ  |
|       | 1/2   | 109     | 30 юли 2019 г.     | 7 януари 2020 г.    | 449 – 557      | 2019 – 2020 г. | Нова ТВ  |
|       | 1/3   | 143     | 8 януари 2020 г.   | 3 август 2020 г.    | 558 – 700      | 2020 г.        | Нова ТВ  |
|       | 1/4   | 142     | 3 август 2020 г.   | 25 февруари 2021 г. | 700 – 842      | 2020 – 2021 г. | Нова ТВ  |

## Сюжет

### Сезон 1
Историята започва с две братовчедки – Гопи и Раши. Гопи е отгледана от чичо си по майчина линия Джиту Ша и леля си Урмила. Гопи е мила, скромна, срамежлива и необразована. Раши е образована и има висока самооценка.
По-късно богатата и строга Кокила Моди – господарката на имението „Моди“, избира Гопи за своя снаха, вместо Раши.
Въпреки че има приятелка Ахем, синът на Кокила се съгласява да се ожени за Гопи заради желанието на майка си.
Благодарение на измама, Урмила успява да омъжи Раши за Джигар Моди – братовчеда на Ахем.
След много премеждия и номера от Раши, тя и Гопи най-накрая си стават близки.
По-късно Гопи е приета от Ахем и ражда дъщеря си Мира, а Раши ражда близнаците Толарам и Молчант (по-късно Самар и Сахир).
Гопи намира родителите си, които е мислела за мъртви. Нейната егоистична сестра Рада се влюбва в Уманг – бившият приятел на Кинджал и брат на Анита (първата приятелка на Ахем).
Рада и Уманг се женят, а по-късно другата съпруга на Уманг – Трипти го убива от ревност.
Един ден семейството отива на пикник и Рада решава, че това е най-удобният момент да отмъсти на сестра си, защото я мисли за виновна за смъртта на Уманг. Рада спъва Гопи с един камък и тя изтървава Мира в езерото. Мира е приета за умряла и Гопи е изгонена от имението.

### 8 години по-късно
Гопи отглежда втората си дъщеря Видя самостоятелно, а Ахем и Кокила са в депресия. Раши е станала новата глава на семейството. Нейните синове са много палави деца, затова семейството решава да ги изпрати в пансион. Там съдбата среща Гопи и семейството.
Рада иска да се ожени за Ахем, но благодарение на Раши, Гопи и Ахем се женят повторно.
Ахем иска да се ожени за Рада и разведе с Гопи, заради което Кокила отива в храма на Кришна, но вижда Рада и Трипти, обсъждайки случилото се през последните 8 години. Кокила ги чува, при което решава да спаси внучката си - Мира, която 8 години мисли за мъртва.  Кокила претърпява инцидент заради Трипти и Рада. Тя губи паметта си. Не познава част от семейството си и паметта ѝ е „замръзнала“ преди около 30 години.
Гопи и Раши откриват, че Мира никога не е умряла. Семейството разбира, че Гори бедното сираче е тяхната Мира.
Накрая Рада и Трипти са разоблечени и отиват в затвора. По-късно Раши умира, защото спасява Гопи.
Появява се Париди, която става втора съпруга на Джигар, благодарение на Урмила.
Рада се завръща, търсейки отмъщение. Тя забременява от Джигар и ражда момиченце кръстено Раши.  
Новата майка се опитва да убие дъщеря си, но Гопи спасява детето. Спасителката убива сестра си и е осъдена на 14 години затвор.

### 10 години по-късно
Гопи е освободена по-рано от затвора заради доброто си поведение. Тя се връща при семейството си и го намира разединено.
Гопи разбира, че Ахем се е преместил в Мумбай заедно с дъщерите им. Гопи и Джигар отиват там да ги търсят. Те разбират, че Ахем си има приятелка – Манси, която е като майка на Мира и Видия.
Мира и Видия обвиняват Гопи, затова, че ги е изоставила. Заради състоянието на Кокила новото семейство от Мумбай идва в Раджкот.
По-късно Мира, Видия, Самар и Сахир откриват, че Гопи е била в затвора.
Видия приема майка си, но Мира – не. Мира създава много проблеми на семейството си заради ината си.
Мира избягва с гаджето си Санскар, но той я изоставя.
Появява се Гора Сурияванши – приятелка на Кокила от детството ѝ, която иска да й отмъсти, заради смъртта на брат си Каронеш, който се запалва жив. Гора урежда брак на Видия с внук си Шраван. Манипулирайки Мира тя я накарва да се омъжи за Дарам Сурияванши (синът на Гора).
След много борби Мира най-накрая приема Гопи.
Сахир се влюбва в бедно момиче на име Сонакши. Те се женят, но новата свекърва Париди не приема снаха си.
Дарам и Мира се влюбват един в друг, Видия е бременна. Всички са щастливи. Гора инсценира смъртта на сина си и Мира беше осъдена на смърт. Дарам я спасява. След това Гора отвлича Мира, Видия, Гопи и Кокила за отмъщение. Гора убива снаха си Дурга и е осъдена.
Мира решава да се омъжи за бившия си приятел. Накрая Мира се омъжва за Дарам. На деня на сватбата на Мира, баща ѝ Ахем е убит от Гора.

### 4 години по-късно
Кинджал, Давал, Хитал, Чираг, Параг и Джанко живеят в Америка.
Гопи е в дълбока депресия след смъртта на Ахем. Париди е изгонила Сона и Сахир от имението и е намерила перфектната снаха в лицето на Моника, манипулативно и богато момиче, израснало в Канада.
Кокила е загубила позицията си в имението. Сега то е управлявано от Париди, Джигар, Моника и Самар.
Видия има четиригодишна дъщеря на име Приял. С Мира са скарани, защото тя обвинява Видия за аборта си. Истинският виновник е Ная – дъщерята на Дарам и Дурга.
Сона и Сахир имат двама сина – Джей и Виру. Сонакши отново е бременна. Те живеят в гетото заедно с Урмила.
Моника и Париди въртят интриги, а Джигар и Самар са променени.
Кокила омъжва Гопи за доктор Кришна. На сватбата Гопи се събужда от депресията си. Тя се съгласява да се омъжи за Кришна.
По-късно цялото семейство Моди заживява под един покрив.
Сона ражда близначките преждевременно заради Моника.
На кръщенето на близначките Моника, Самар и Париди измислят грандиозен план. Моника слага прахче в сока на Гопи, от което тя губи гласа си. Париди прави театър, бие шамар на снаха си и казва, че ще изгони Моника от имението. Тя е спряна от Кокила. Свекървата и снахата са доволни от постигнатото.
По-късно семейството разбира, че доктор Кришна е брат на Манси. Той се оказва зъл и подъл човек.
Кокила наема Джаги (брат близнак на Ахем и син на Параг и Урваши) да спаси Гопи и той успява. Джигар заминава в Америка.
Гопи се жени за Джаги, защото иска да го спаси от плановете на Радика (тя е избрана за съпруга на Джаги от майка му Урваши). 
По-късно семейството приема тази връзка.
Гора се завръща по-зла от всякога. Преструвайки се на инвалид, тя успява да влезе под кожите на всички. Съюзява се със сургатната майка на децата на Мира и правят различни планове. Накрая Гора убива Чанда (сурогатната майка), обвинявайки за това Видия.
Самар, Париди и Моника се местят в Канада, заради майката на Моника.
Междувременно се появява Сита. Тя е спасена от семейството Моди. Бавани (мащехата на Сита) се влюбва в Дарам и измъчва Мира.
Гопи открива, че Видия не ѝ е дъщеря и че тя всъщност има син на име Рамакант (Рики) – разглезен и егоистичен. Рамакант е престъпник. Гопи и Джаги отиват в Сингапур да вземат Рамакант при себе си. Рамакант много прилича на Мира в началото. Той причинява много проблеми на семейството.
Рики бяга от сватбата си със Сита и се жени за Самира (дъщерята на Анита) и се завръща да отмъсти за смъртта на осиновителката си.
Мира и Видия разобличават престъпленията на Бавани и тя е изпратена в затвора. Самира също отива в затвора след своите престъпления.
Филмът завършва със сватбата на Рамакант и Сита. Гопи и Кокила правят равносметка на живота си.

## Актьорски състав
- Деволина Батачарджи – Гопи Ахем Моди/ Кришна Рахеджа / Джаги Моди
- Гиа Манек – Гопи Ахем Моди (1)
- Руча Хасабнис – Раши Джигар Моди
- Мохамад Назим – Ахем Параг Моди/Джаги Параг Моди
- Рупал Пател – Кокила Параг Моди
- Вишал Синг – Джигар Чираг Моди
- Вандана Витлани – Урмила Джиту Ша
- Свати Ша – Хитал Чираг Моди
- Ловелин Каур Сасан – Париди Джигар Моди
- Маниш Арора – Параг Толарам Моди
- Апарна Канекар – Джанко Толарам Моди
- Нейрадж Барадвай – Чираг Толарам Моди
- Фироза Кан – Кинджал Давал Десай
- Ашиш Шарма – Давал Десай
- Бавини Пурохит – Рада Джигар Моди
- Пуджа Велинг – Трипти Уманг Мета
- новородена Мира Ахем Моди (1)
- Рити – Мира Ахем Моди (2)
- Мазел Вяс – Мира Ахем Моди /Гори (3)
- Новородени Толу и Молу (1)
- Еклавя Ахир – Самар (Молу) Джигар Моди (2)
- Ишант Банушали – Сахир (Толу) Джигар Моди (2)
- Парас Баббар – Сахир Джигар Моди (3)
- Пратап Хада – Самар Джигар Моди (3)
- Карън Ханделвал – Санскар Пател
- Палак Панчал – Видя Ахем Моди (1)
- Ванш Саяни – Пратик Давал Десай (1)
- Парас Томар – Пратик Давал Десай (2)
- Вандана Патак – Гора Кумар Сурияванши
- Сонам Ламба – Видя Ахем Моди (2)
- Таня Шарма – Мира Ахем Моди (4)
- Хитика Руччандран – Раши Джигар Моди – джуниър
- Каджал Писал – Манси Рахеджа
- Пубали Санял – Дурга Дарам Сурияванши
- Джая Оджа – Маду Джаянтилал Кападя
- Амар Упадяй – Дарам Кумар Сурияванши
- Кунал Синг – Шраван Дарам Сурияванши
- Рашми Синг – Сонакши Сахир Моди
- Упика Джейн – Моника Самар Моди
- Калид Сидики – Д-р Кришна Рахеджа
- Рохит Сучанти – Рамакант Ахем Моди
- Шрути Пракаш – Сита Рамакант Моди
- Прия Марате – Бавани Дарам Сурияванши
- Прия Тандън – Самира
- Паял Гош – Радика
- Шагуфта Али – Урваши Синг
- Джей
- Виру

## В България
В България сериалът започва на 9 октомври 2017 г. по Нова телевизия и завършва на 25 февруари 2021 г. Ролите се озвучават от Лина Златева (от първи до 545 епизод), Силвия Русинова (от 546 епизод), Йорданка Илова, Ася Братанова, Стефан Сърчаджиев-Съра, Димитър Иванчев и Владимир Колев.
През 2019 г. започва и повторение по Диема Фемили всяка събота и неделя, като свършва през 2023 г.